# 让·马比荣
让·马比荣修士（法語發音：[ʒɑ̃ mabijɔ̃]，1632年11月23日—1707年12月27日），法国本笃会僧侣、学者，他在1681年出版的《古文献学论》中提出了古文献的辨伪原则，被认为是西方古代文献学和古文字学的创始人。

## 早年生涯
马比荣生于阿登省圣皮埃尔蒙的一个农民家庭。9岁被送到身为神父的叔叔家，叔叔资助他继续求学。马比荣12岁进入兰斯的Bons Enfants学院（意为“好孩子”）读书。1650年进入教区的神学院。三年之后因为叔叔的丑闻和去世，他离开了神学院，不久进入兰斯圣兰米修道院，成了一名莫尔派修士。苦行、学习和研究损害了他的健康。1656年他被导师派遣到Nogent的修道院，在这里读了大量的古代文献。1658年到本笃会著名的科尔比修道院修养。1660年他在亚眠地区担任牧师，当地平静的生活让他恢复了健康。1663年他到了巴黎附近的圣德尼圣殿担任司库。
此时他在古文献方面的才能已然显现，在卢克·达舍里的要求下，他被调入巴黎的圣日耳曼德佩修道院这座本笃会的重要修道院和学术中心，研究中世纪文稿与历史的著名学者常会在达歇里处聚会讨论。在接下来的三年中，他编辑了聖伯爾納鐸的著作全集，于1667年出版，还在1690-1701年间进行了修订，这部全集一直到20世纪中叶仍然被认为是标准版本。同时他协助长期研究中世纪手稿的卢克·达舍里搜集和整理本笃派圣徒的生平事迹，1668年-1701年间出版了九卷本的本笃派使徒行传，其中的评论部分多出自他之手。

## 古文献学争论
耶稣会学者让·博兰德（1596-1665）在编撰鸿篇巨制《圣徒行传》时组织了由古代文献学者组成的编纂团体，他们致力于清理史料，确定哪部分圣徒事迹较为可靠真实，哪部分则是虚妄的传说，这些人被称为博兰德学派。1675年，博兰德学派的领袖，文献学者丹尼尔·丕皮布罗奇撰写了《古文献真伪辨异序》认为某些本笃修道院的地契和墨洛温王朝的特许状是假的，引发了本笃会和耶稣会间的文献学辨伪方法争论。
本笃会公推马比荣撰文反击。马比荣准备了六年时间，发表了分为六章的《古文献学论》(1681年，1704年为了回应质疑，进行了补充)。通过自己二十年来研究不同种类的中世纪文献和手稿的经验。提出了古代文献研究和辨伪的一般规则。马比荣认为要研究古代文献，必须仔细检查他们的手迹、种类、封印、签名、声明和其他内在与外在因素，主张通过对照笔记和作者遣词造句的风格，辅助以询问其他文献学者的观点来鉴定文稿的真伪。
马比荣写道： 
“我并不否认某些文献是伪造的，某些文献被窜改过这一事实，但不应因为它们是伪造或是被窜改过就对其嗤之以鼻。相反，它们对于建立和留给后世一些区分文献真伪的准则是很有必要的……在长期熟悉了这些文献，每天都和他们打交道之后，我承担起了这项任务。大约二十年来，我的时间与精力都投入在阅读和考证古代的手稿、文档和古代文献选集上……我将它们和互相比对、权衡轻重，我也许能提出一些准则，这些准则并非源于自以为是和仓促杜撰，而是在这个以前没有人研究的领域里精确和经受了考验的。”
马比荣在书中的第一、二卷提出辨伪的普遍原则之后，在三到六卷中列举了大量古代文稿实例来证实提出的原则的可靠性，也回击了对于本笃会特许状的质疑。丹尼尔·范丕皮布罗奇看到马比荣的观点之后，写信表示了自己的折服，认为马比荣提出的辨伪准则非常有价值。后世史家认为这本书标志着古文献学的创立，是一个真正伟大的成就，他本人也被认为是伟大的历史学家。

## 晚年

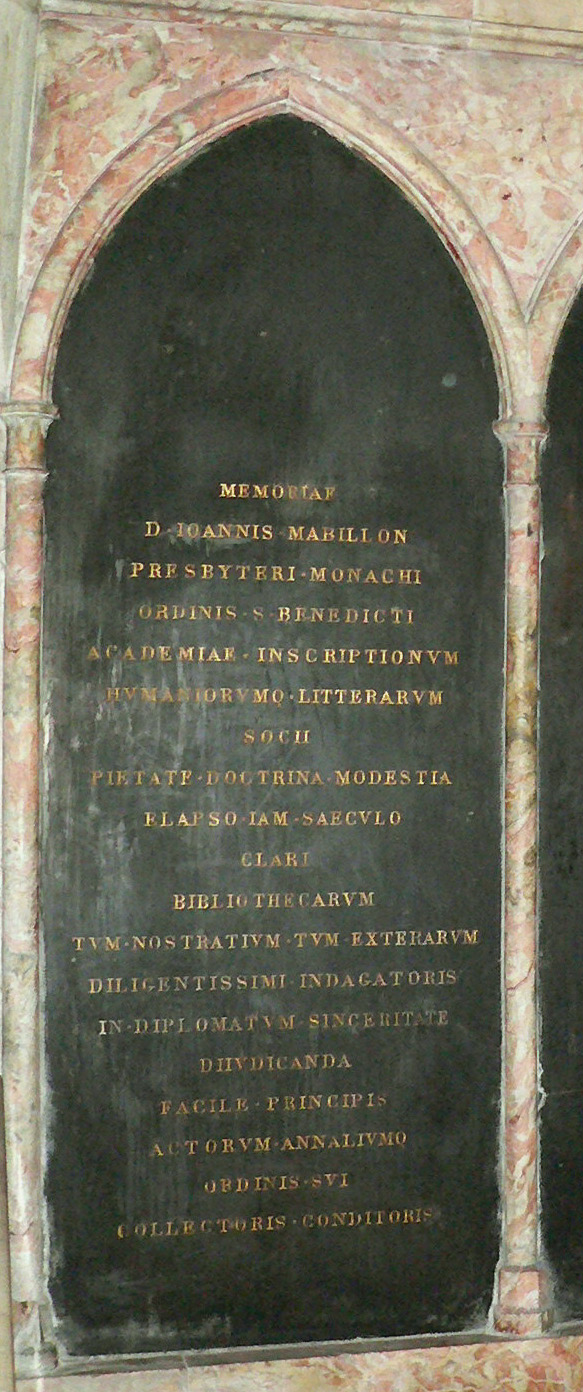
马比荣墓碑

这本书也让法国财政大臣让-巴普蒂斯特·柯尔贝尔注意到了马比荣。他授予马比荣一份津贴，但马比荣拒绝了。不久在柯尔贝尔的支持下，马比荣前往勃艮第（1682），瑞士、奥地利和德国（1683）寻找中世纪手稿和书籍进行礼拜仪式史和本笃会历史的研究。柯尔贝尔的继任者，兰斯主教梯里尔也同样钦佩马比荣的才华，继续支持他的搜集文献的事业。在他的建议下，马比荣于1685年被路易十四派往意大利，搜集古代手稿来丰富王家图书馆的馆藏。此行马比荣购回了大约3000篇手稿。
马比荣晚年也遇到了一些争议，他所在修道院中文化程度较低的僧侣就认为他编辑圣徒行传过于学术化。而特拉普修道院的修士，特拉普隐修会创始人德·汉西批评他把全部精力都投入了研究中，违背了修士应致力于动手劳作的宗旨。1691年马比荣撰写《论修行中的研究》一书自辩，德·汉西也撰文回应。后来在勒·加缪枢机的调节下双方和解。1698年他撰文抨击了对墓穴中发现的“不为人知的圣徒”的遗物迷信崇拜，引起了争议。1700年莫尔派决定出版带评论的希波的奥古斯丁的著作。马比荣为最后一卷写了序言，寄给了雅克-贝尼格尼·波斯维特主教听取他的看法，波斯维特作了大量的修改，并希望马比荣重写。马比荣重写的序言发表后招致了冉森主义者的抨击，但教廷支持马比荣的观点。
1701年马比荣被选入法兰西文学院。1703年他倾注了十年心血的历史考证著作《本笃派年鉴》开始出版。1707年马比荣在前往彻里斯修道院的路上发病，三周后去世，葬于圣日耳曼德佩修道院。

## 身后
1798年法国革命中，圣日耳曼德佩修道院的女士小教堂被拆毁，让·马比荣的简朴墓碑也被移走。后来又被重新移回圣日耳曼德佩修道院，至今仍位于修道院祭坛的后方。巴黎地铁的马比荣站是以他命名。在《玫瑰的名字》这部小说中翁贝托·埃可虚构说小说的原手稿是让·马比荣在梅尔克修道院首先发现的。